# La Fuentecilla

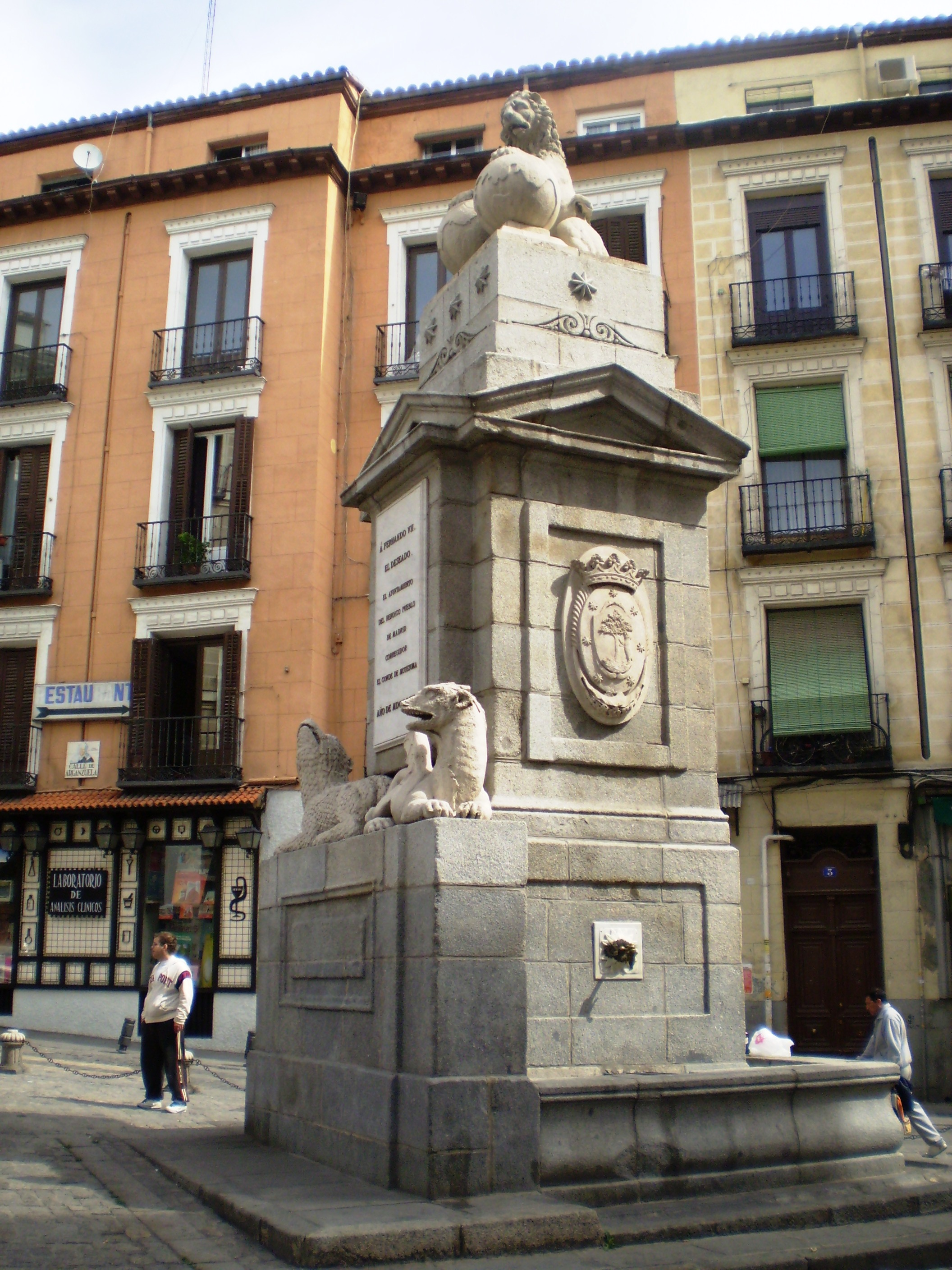
Lados meridional (en primer término) y occidental (a la izquierda) de La Fuentecilla.

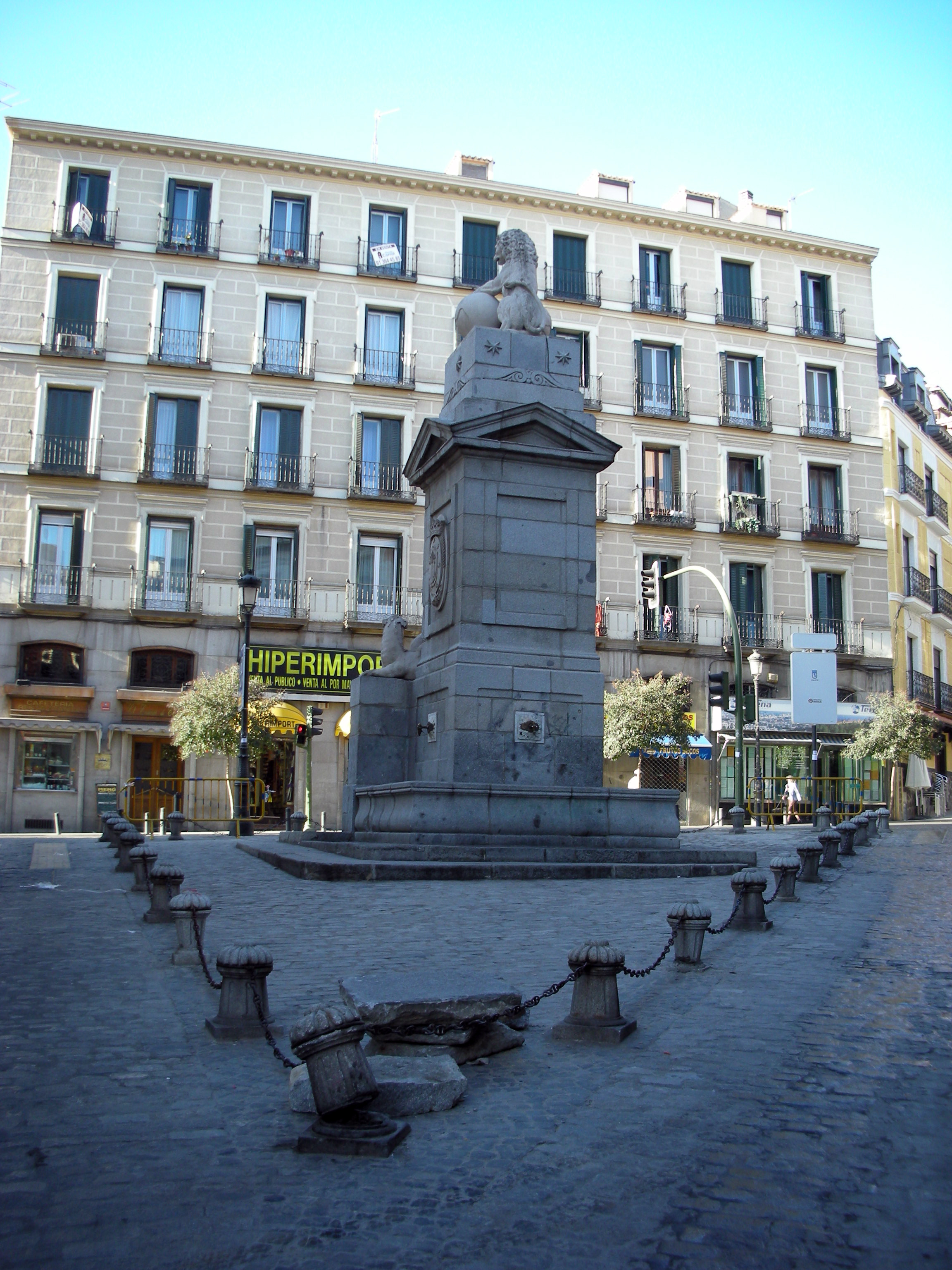
Lado oriental de La Fuentecilla, desde la calle de Arganzuela.

La Fuentecilla (o monumento a Fernando VII) es el nombre popular de una pequeña fuente monumental de Madrid, emplazada en la confluencia de la calle de Arganzuela y la calle de Toledo. Fue construida a principios del siglo XIX. Mesonero Romanos la describió como "desdichada fuente" a la que nadie osaría llamar monumento como no fuera "monumento fúnebre del buen gusto". Similar opinión expresaron Hilario Peñasco y Carlos Cambronero en su libro Las calles de Madrid.

## Historia
"La Fuentecilla" fue iniciativa del conde de Moctezuma, corregidor (alcalde) de Madrid entre 1814 y 1816, para conmemorar el regreso del rey Fernando VII a la ciudad, tras su exilio en Francia. En opinión de Jerónimo de Quintana, el nombre popular se refiere a un pilón ya existente que fue destruido al construirse el monumento. Las obras fueron encomendadas a Alfonso Rodríguez y Gutiérrez, arquitecto de la Casa Real, con un león obra de Manuel Álvarez, y según reza en una inscripción situada en el propio monumento fue inaugurado en 1815. Al parecer, la obra se construyó con restos de otro monumento dedicado a San Norberto, existente hasta 1810 en la fachada del convento de los premostratenses.

## Descripción
La Fuentecilla presenta un diseño más próximo al de un monumento urbano que al de una fuente. Está formada por una pilastra de planta cuadrangular, que, en la cara principal (la que da a la calle de Toledo), tiene anexado un zócalo, donde descansa un primer grupo escultórico, formado por un oso y un grifo, en alusión al antiguo escudo heráldico de Madrid. 
La pilastra presenta en cada cara cuatro frontones de forma triangular, bajo los cuales se sitúan diferentes ornamentos. Sus lados meridional y septentrional están presididos por blasones históricos, relacionados con la villa, mientras que en la cara occidental, que es la principal, se omite este motivo. Aquí aparece una placa de piedra, donde se recoge la siguiente inscripción: «A Fernando VII, el Deseado. El Ayuntamiento del heroico pueblo de Madrid. Corregidor, el conde de Moctezuma». En la cara oriental, que da a la calle de Arganzuela, no hay ningún adorno. 
La parte superior de la fuente, de menor anchura, está conformada por un cubo de piedra, cuyos lados están recorridos por las siete estrellas del escudo de Madrid (también presentes en el de la Comunidad de Madrid, aprobado en 1984). Sobre el citado cubo se apoya un segundo grupo escultórico, donde se representa a un león (simbolizando a la monarquía española), erguido sobre dos hemisferios terrestres (en referencia a los antiguos dominios del Imperio español).